# Иван Шатъров
Иван Тодоров Шатъров (среща се и като Иван Теодоров / Федоров / Феодоров) е български опълченец. 

## Биография
Шатъров е роден през 1837 година в пловдивското село Калугерово.
В годините преди началото на Руско-турската война (1877 – 1878) се установява през Влашко в Бесарабия, където постъпва в руската армията като кавалерист и достига до чин унтер-офицер.
При обявяването на войната се записва в българското опълчение – постъпва на 1 май 1877 година. Разпределен е в Пета дружина, първа рота, командвана от подполковник Константин Нищенко. Участва в сраженията при село Уфлани (4 юли), при Казанлък (5 юли) и при Стара Загора (19 юли). На 6 август „се изключва от доволствие като постъпил на лечение в болница“. Има ефрейторско звание. Уволнен на 22 юни 1878 година.
За участие в дейността на обществото на Червения кръст по време на Руско-турската война е награден през 1903 г. от Руското общество на Червения кръст със знака на Червения кръст в памет на войната.
Според някои автори е участвал в сраженията при Шипка, Зелено дърво и при Шейново и за участието му във войната е отличен с орден; такива сведения обаче не се откриват в пенсионното му досие в Българския исторически архив.
След Освобождението, през 1889 – 1890 година Шатъров работи на строежите на железопътната линия Ямбол – Бургас, а в края на века – на строежите на пристанищата във Варна и Бургас.
През 1901 година Шатъров присъства на погребението на генерал Йосиф Гурко като представител на българската делегация.
Установява се за постоянно в Бургас през 1917 година, където е член на поборническото дружество. Почива на 28 август 1920 година.